# Viktor Bruns

Viktor Bruns (1884–1943), Richter im Internationalen Gerichtshof, Den Haag

Viktor Bruns (* 30. Dezember 1884 in Tübingen; † 18. September 1943 in Königsberg) war ein deutscher Jurist und Hochschullehrer. Er war ab 1912 Professor für Staats- und Völkerrecht an der Friedrich-Wilhelms-Universität zu Berlin und ab 1924 Direktor des Kaiser-Wilhelm-Instituts für ausländisches öffentliches Recht und Völkerrecht.

## Leben
Er ist der Enkel des Chirurgen Victor von Bruns. Sein Vater war der Tübinger Chirurg Paul von Bruns, seine Mutter war eine Tochter des Universitätskanzlers und Theologen Carl Heinrich Weizsäcker, deren Bruder Karl von Weizsäcker Ministerpräsident in Württemberg war. Verheiratet war Bruns seit dem 26. Juni 1915 mit Marie Bode, der ältesten Tochter von Wilhelm von Bode; gemeinsam hatten sie zwei Töchter.
Viktor Bruns studierte in Tübingen und Leipzig Jura, absolvierte in Tübingen 1908 das Staatsexamen sowie 1910 die Promotion. Im gleichen Jahr wurde er außerordentlicher Professor an der Universität Genf, wo er fließend Französisch lernte. 1912 nahm er einen Ruf als Extraordinarius in Berlin an, wo er 1920 zum ordentlichen Professor für Staats- und Völkerrecht an der juristischen Fakultät der Berliner Universität aufstieg. Während des Ersten Weltkriegs wirkte er von 1914 bis 1917 im württembergischen Kriegs-Presseamt in Stuttgart und in den Jahren 1917 und 1918 ebenfalls in Stuttgart als Zivilreferent beim stellvertretenden Generalkommandeur des XIII. Armeecorps Württembergs.
Von 1924 an war er Direktor des von ihm gegründeten Kaiser-Wilhelm-Instituts für ausländisches öffentliches Recht und Völkerrecht. Von Alfred Weber übernahm er 1925 den Vorsitz des Akademischen Austauschdienstes (AAD). Am Institut wurde einer seiner Mitarbeiter Carlo Schmid, der hierzu in seinen Erinnerungen schreibt: „Vom württembergischen Justizministerium beurlaubt trat ich im Herbst 1927 in das von Professor Viktor Bruns gegründete Kaiser Wilhelm Institut für ausländisches öffentliches Recht und Völkerrecht in Berlin als hauptamtlicher Mitarbeiter ein. Ich wurde Referent für die völkerrechtliche Abteilung und von Anfang an enger Mitarbeiter des Institutsdirektors.“ Ein weiterer Mitarbeiter wurde Gerhard Leibholz, dessen Ehefrau Sabine Leibholz-Bonhoeffer, die Zwillingsschwester von Dietrich Bonhoeffer, sich wie folgt erinnerte: „Mein Mann war jetzt beim Amtsgericht-Mitte Richter, aber bald bot ihm Professor Bruns im ‚Institut für ausländisches öffentliches Recht und Völkerrecht‘ eine Referentenstelle an, und er übernahm das italienische Referat. Hier gab dies Referat den Anstoß zu dem dritten Buche, das mein Mann 1928 herausbrachte ‚Zu den Problemen des faschischen Verfassungsrechts‘. Er hielt auch darüber seine Antrittsvorlesung an der Universität.“
Nach der „Machtergreifung“ der Nationalsozialisten wurde er kein Mitglied der NSDAP, trat aber dem Bund Nationalsozialistischer Deutscher Juristen (BNSDJ) bei. Im Mai 1934 war er Mitbegründer und anschließend Vorsitzender des Ausschusses für Völkerrecht innerhalb der von Hans Frank gegründeten Akademie für Deutsches Recht. Ferner war Bruns Gründungsmitglied des  Ausschusses für Rechtsphilosophie in dieser Akademie, dessen Vorsitzender Hans Frank persönlich war. In diesem Kontext stellt Kaveh Nassirin fest: „Von dem Völkerrechtler Viktor Bruns sind überhaupt keine rassistischen Aussagen bekannt. Im Gegenteil sorgte er als Direktor des Kaiser-Wilhelm-Instituts für ausländisches öffentliches Recht und Völkerrecht dafür, dass völkische und antisemitische Töne aus der juristischen Forschung ferngehalten wurden.“
Viktor Bruns war für das Deutsche Reich Mitglied internationaler Schieds- oder Gerichtshöfe bzw. Staatsvertreter in internationalen Prozessen. Er stand auf der Liste der Mitglieder des Ständigen Schiedshofs in Den Haag. Von 1927 bis 1931 war er deutscher Richter am Deutsch-Polnischen und am Deutsch-Tschechoslowakischen Gemischten Schiedsgericht, 1928, 1931 und 1932 nationaler Richter in Rechtsstreitigkeiten der Freien Stadt Danzig beim Ständigen Internationalen Gerichtshof im Haag. Hierzu schreibt Carlo Schmid in seinen Memoiren: „Gute Lehrzeit war auch meine Assistententätigkeit für Viktor Bruns bei den Prozessen vor dem Internationalen Gerichtshof im Haag. Professor Bruns war für zwei Prozesse zwischen Deutschland und Polen bzw. der Freien Stadt Danzig und Polen als ‚Juge national‘ an den Gerichtshof berufen worden.“ Die Reichsregierung betraute ihn wiederholt mit ihrer Vertretung vor der Cour permanente de justice internationale in Haag: 1931 im Verfahren wegen der deutsch-österreichischen Zollunion, 1933 wegen der Anwendung der polnischen Agrarreform auf die deutsche Minderheit, 1937 im deutsch-litauischen Schiedsprozess über die Staatsangehörigkeit von Memeldeutschen. Seit dem Beginn des Zweiten Weltkriegs war er Richter am Berliner Oberprisenhof. Von 1933 bis zu seinem Tod war Bruns Mitglied des Senats der Kaiser-Wilhelm-Gesellschaft.
Im Jahr 1934 ernannte Viktor Bruns seinen Mitarbeiter Berthold Schenk Graf von Stauffenberg zum stellvertretenden Leiter der Völkerrechtsabteilung, 1935 zu seinem Stellvertreter als Herausgeber der Zeitschrift für ausländisches öffentliches Recht und Völkerrecht (ZaöRV). In seinem Testament benannte Bruns ihn als einen möglichen Nachfolger als Institutsdirektor in seiner Nachfolge. Berthold Schenk Graf von Stauffenberg wurde aber als Mitglied der Attentäter-Gruppe vom 20. Juli 1944 gegen Hitler hingerichtet.
Nachdem Bruns 1943 gestorben war, wurde Carl Bilfinger auf den Lehrstuhl an der Berliner Universität und zum Direktor des Kaiser-Wilhelm-Instituts berufen. Carlo Schmid erinnerte sich später an Viktor Bruns mit den folgenden Worten: „Ich habe diesem noblen Mann, ohne den ich nicht in die Welt des Politischen eingeführt worden wäre, meine Dankbarkeit bewahrt.“

## Schriften
- (Hrsg.): Württemberg unter der Regierung König Wilhelms II. Stuttgart 1916.
- Völkerrecht als Rechtsordnung. Berlin 1929–1934, 3. Auflage, Darmstadt 1962.
- Der internationale Richter. Berlin 1934.
- Völkerrecht und Politik. Berlin 1934.

## Zeitschriften und Reihenwerke
- Zeitschrift für ausländisches öffentliches Recht und Völkerrecht, 1927 ff.
- Beiträge zum ausländischen öffentlichen Recht und Völkerrecht, H. 1–26.
- Fontes Juris Gentium, 1931 ff.
- Politische Verträge, 1926–1942.